# Trianon (Frankfurt)
|  | Per a altres significats, vegeu «Trianon (Frankfurt) (desambiguació)». |

El Trianon és un gratacel de 45 pisos i 186 metres d'alçada constru¨t el 1993 i localitzat al districte de Westend-Süd de la ciutat de Frankfurt del Main (Alemanya). La disposició del Trianon té aproximadament la forma d'un triangle equilàter, les cantonades del qual estan formades per torres de tres costats. Damunt de l'edifici hi ha una piràmide invertida suspesa per les tres cantonades. És la primera estructura a Alemanya que utilitza formigó d'alta resistència.
És la seu del DekaBank, altres llogaters són el Banc Federal Alemany (Deutsche Bundesbank) i el Franklin Templeton Investments.

## Propietaris
El 2007, DekaBank va vendre l'edifici al Morgan Stanley European Office Fund (MSEOF). Posteriorment, es va transferir una participació del 57% en l'edifici al fons d'inversió immobiliària Morgan Stanley P2 Value.
El juny de 2015, Morgan Stanley i Madison Real Estate van vendre l'edifici a l'inversor nord-americà NorthStar Reality Europe per l'equivalent a 540 milions de dòlars EUA. El novembre de 2018, NorthStar Reality Europe va vendre el Trianon al consorci financer sud-coreà IGIS i Hana Financial Investment per 758 milions de dòlars EUA.